# 빛의 그림자
〈빛의 그림자〉(일본어: ヒカリノカゲ 히카리노카게[*])는 9nine의 메이져 2번째 싱글이다. 2010년 1월 20일에 빅터 엔터테인먼트로부터 발매되었다.

## 개요
초회 한정반A와 초회 한정반B의 2가지 형태로 발매. 각각 재킷과 커플링곡이 다르다.
빅터 엔터테인먼트에서 발표 된 마지막 작품이고, 시모가키 마도카와 미우라 모에한테는 마지막 9nine의 싱글이다.

## 트랙 리스트
- 초회한정판 A

1. ヒカリノカゲ
（작사：COZ、작곡・편곡：Gravity Session）
2. Happy×2 Eyes (yu-gure party remix)
3. ヒカリノカゲ (Instrumental)

- 초회한정판 B

1. ヒカリノカゲ
2. Smile Again (zenryoku rock remix)
3. ヒカリノカゲ (Instrumental)